# Mount Richardson
Mount Richardson ist ein 1084 m (nach anderer Angabe 1220 m) hoher Berg im westantarktischen Marie-Byrd-Land. Er ragt 5 km südlich des Mount Colombo im südöstlichen Teil der Fosdick Mountains in den Ford Ranges und unmittelbar westlich des Reece-Passes auf.
Teilnehmer der United States Antarctic Service Expedition (1939–1941) entdeckten ihn bei Überflügen von der Westbasis aus. Namensgeber ist Harrison Holt Richardson (1919–1999), Meteorologe des biologischen Teams bei dieser Forschungsreise, die das Gebiet um den Berg 1940 besuchte.